# Rabobank

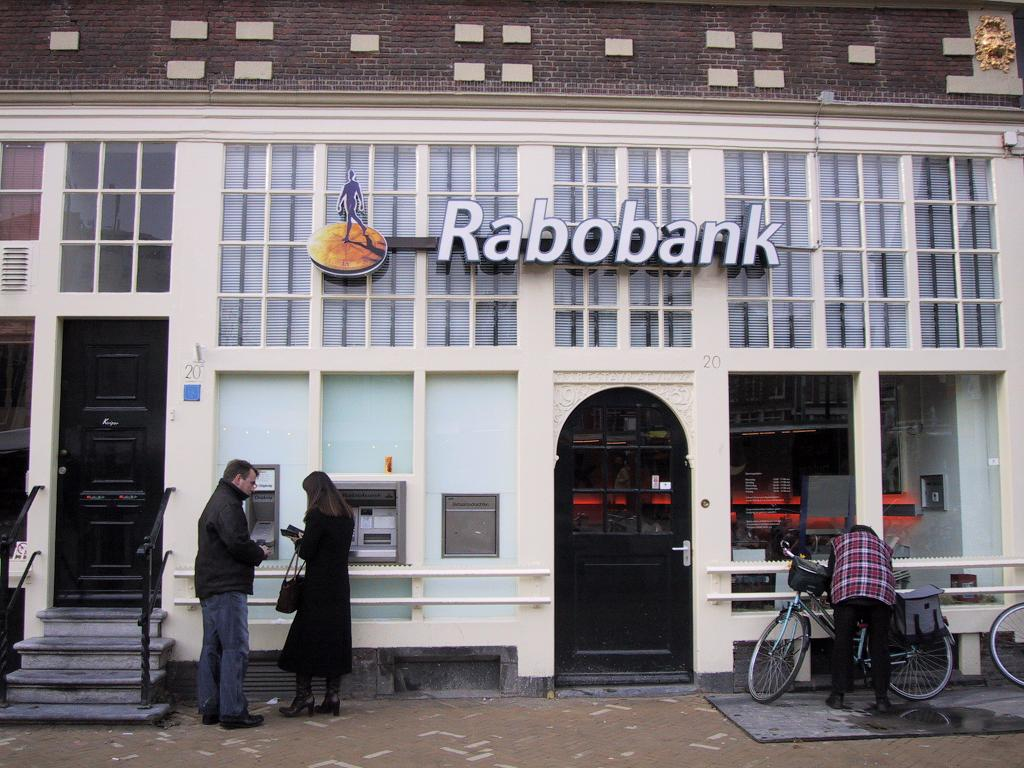
Відділення Рабобанку в Амстердамі (2005)

Rabobank (Рабобанк, повна назва Coöperatieve Centrale Raiffeisen-Boerenleenbank B.A.) — нідерландська міжнародна фінансова компанія, один з найбільших банків в Нідерландах, заснований в 1972 році, головний офіс у м. Утрехт. Спеціалізується на фінансуванні аграрного сектору. Станом на 2013 рік, має 129 відділень в Нідерландах та численні представництва і дочірні компанії в інших країнах світу.